# Parafia Opatrzności Bożej w Warszawie (Wilanów)
Parafia Opatrzności Bożej w Warszawie (Wilanów) – parafia rzymskokatolicka należąca do dekanatu wilanowskiego, archidiecezji warszawskiej, metropolii warszawskiej Kościoła katolickiego, w Warszawie. Obsługiwana przez księży archidiecezjalnych.

## Historia
Parafia została erygowana w 2005 roku. 
Kościół parafialny − Świątynia Opatrzności Bożej − znajduje się w budowie od 2003 roku.

## Proboszczowie
- ks. prałat Bogusław Bijak (2005−2006)
- ks. prałat Zdzisław Struzik (2006–2008)
- ks. Krzysztof Mindewicz (2008–2011)
- ks. Paweł Gwiazda (2011–2015)
- ks. prałat Tadeusz Aleksandrowicz (2015–)